# Maria Uspénskaia
Maria Uspénskaia (en rus: Мария Успенская; Tula, Imperi Rus, 29 de juliol de 1876 − Los Angeles, 3 de desembre de 1949) va ser una actriu de cinema russa.

## Biografia
Maria Uspénskaia va ser una important actriu russa, que més tard es va convertir en una actriu del cinema americà dels anys 30 i 40. Essencialment actriu de teatre, va aparèixer en vint pel·lícules, cinc de les quals rodades a Rússia entre 1915 i 1929. Alumna de Konstantín Stanislavski, va importar el seu mètode Stanislavski als Estats Units. Va ser nominada dues vegades per l'Oscar a la millor actriu secundària per Desengany (1936) de William Wyler i Love Affair (1939) de Leo McCarey.

## El paper de Maleva
Mel Brooks, en Mossega com puguis (Dracula: Dead and Loving It) li dedica un homenatge, fent interpretar, a Anne Bancroft, un petit paper de vella dona gitana anomenada Madame Uspénskaia i que recorda el paper de Maleva interpretat en The Wolf Man (1941) i Frankenstein i l'home llop (1943), de l'actriu russa. En el remake de Wolfman (2010), el personatge de Maleva és interpretat per Geraldine Chaplin, filla de Charlie Chaplin.

## Filmografia
- 1915: Sverchok na pechi
- 1916: Nichtozhniye
- 1917: Tsvety zapozdalye
- 1920: Khveska
- 1929: Tanka-traktirshchitsa
- 1936: Desengany: Baronessa Von Obersdorf
- 1937: The Conquest: Comtessa Pelagia Walewska
- 1939: Love Affair: Àvia Janou
- 1939: The Rains Came: Maharani
- 1939: Judge Hardy and Son: Mrs. Judith Volduzzi
- 1940: Dr. Ehrlich's Magic Bullet: Franziska Speyer
- 1940: Waterloo Bridge: Madame Olga Kirowa
- 1940: The Mortal Storm, de Frank Borzage: Hilda Breitner
- 1940: The Man I Married: Frau Gerhardt
- 1940: Balla, noia, balla (Dance, Girl, Dance): Madame Lydia Basilova
- 1940: Beyond Tomorrow: Sra. Tanya
- 1941: The Wolf Man: Maleva
- 1941: The Shanghai Gesture: The Amah
- 1942: Kings Row: Madame Marie von Eln
- 1942: Mystery of Marie Roget: Madame Cecile Roget
- 1943: Frankenstein i l'home llop (Frankenstein Meets the Wolf Man): Maleva
- 1945: Tarzan and the Amazons: Reina amazona
- 1946: I've Always Loved You: Madame Goronoff
- 1947: Wyoming: Maria
- 1949: A Kiss in the Dark: Sra. Karina